# Lakberendezők Országos Szövetsége
A Lakberendezők Országos Szövetségét (LOSZ) 1995-ben néhány szakmai lap, elkötelezett lakberendező és belsőépítész, valamint gyártó és forgalmazó cég hozta létre, hogy a lakás- és munkahelyikörnyezet-tervezés területén működő szakemberek tevékenységét koordinálja, munkájukat segítse. A LOSZ kezdetektől fogva kiemelt feladatának tekinti egy magasabb színvonalú lakás- és környezetkultúra népszerűsítését, ezért pártolja azokat a vállalkozásokat, amelyek nívós termékeikkel iránymutatók lehetnek ezen a téren. A LOSZ adattára gyártói és forgalmazói információkkal segíti a tervező tagok munkáját, az előbbiek számára pedig lakberendezők és belsőépítészek elérhetőségét közvetíti a rendszer.

## Külső hivatkozások
- Lakberendezők Országos Szövetsége honlapja